# براء المشتركة

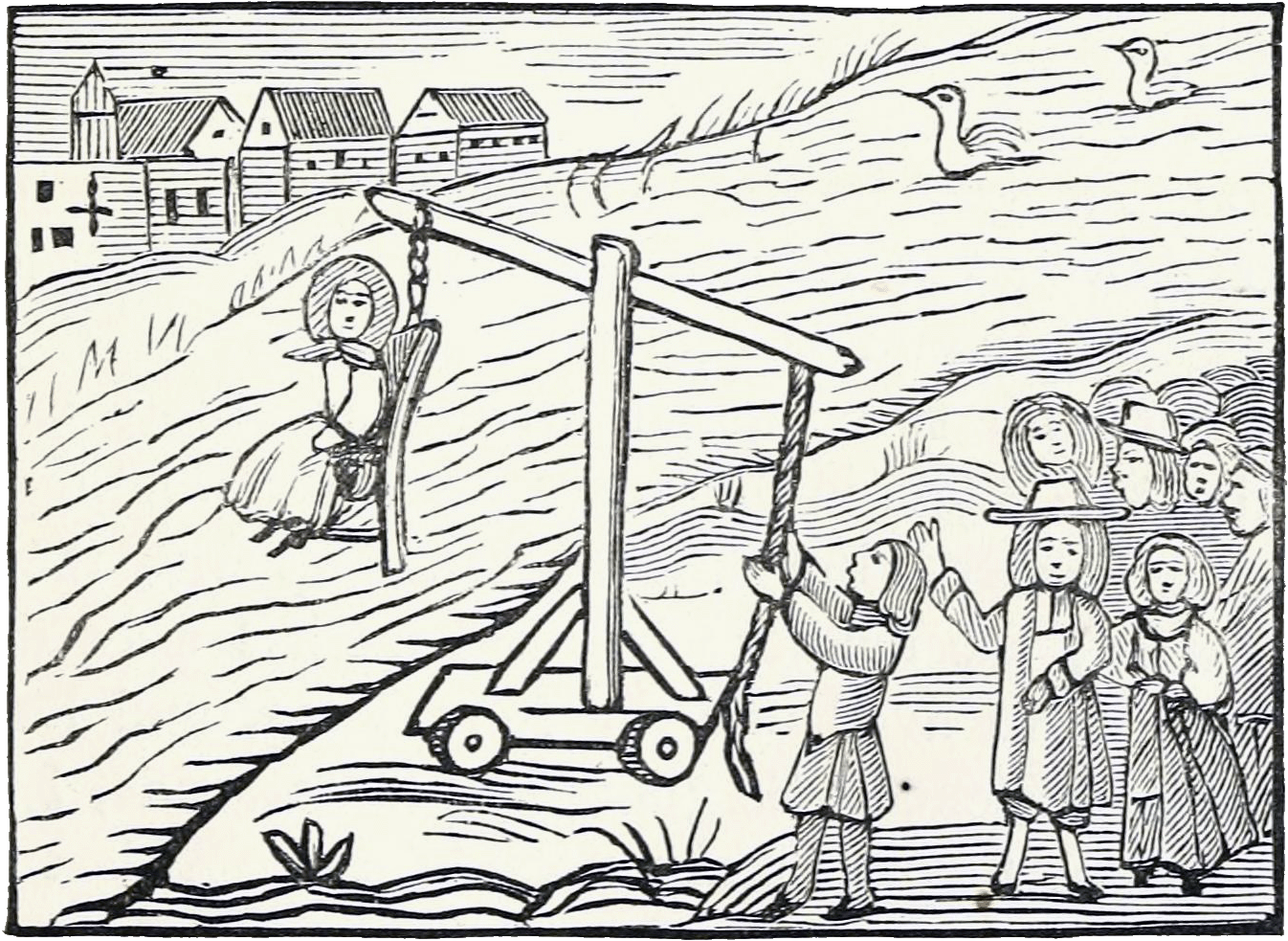
معاقبة براز مشتركة في البراز المتعطشة

في القانون العام للجريمة في إنكلترا وويلز، كان التأنيب المشترك هو نوع من الإزعاج العام- شخص مزعج وغاضب كسر السلم العام من خلال الاعتداء المعتاد، الجدل والتشاجر مع جيرانه. غالبية الأفراد الذين عوقبوا بتوبيخهم كانوا من النساء، على الرغم من أن الرجال يمكن أيضاً وصفهم برائحة.
عوقبت الجريمة، التي تم تصديرها إلى أمريكا الشمالية مع المستعمرين، بالغرامات المالية، ولكن أيضاً من خلال الأساليب التي تهدف إلى الإذلال علناً مثل التملص: وضعها على كرسي وغمرها في النهر أو البركة. على الرغم من أنه نادراً ما تمت محاكمته، إلا أنه بقي على كتب القوانين في إنجلترا وويلز حتى عام 1967.

## الجريمة وعقابها

### العصور الوسطى انكلترا
وقد تطورت جريمة التوبيخ من أواخر العصور الوسطى في إنجلترا. لقد تم اقتراح أن محاولات السيطرة على «الكلام السيئ» والمعاقبة عليه قد ازدادت بعد الموت الأسود، عندما أدى التحول الديموغرافي إلى المزيد من المقاومة والتهديدات للوضع الراهن. شمل هذا مقاضاة التوبيخ. وصفت سليطات اللسان باستخدام عدد من المصطلحات اللاتينية، بما في ذلك objurgator، garulator، rixator والدعوى القضائية، وجدت في كل من الأشكال المذكر والمؤنث في السجلات القانونية في العصور الوسطى وجميع إشارة إلى أشكال السلبية للخطاب، الثرثرة، الشجار أو reproachment. عرضت مخالفات توبيد ومعاقبتها في manorial عادة والمحاكم البلدية التي تحكم سلوك الفلاحين وسكان المدينة في جميع أنحاء إنجلترا. وقدمت أيضا البنادق في المحاكم الكنسية.
كان العقاب الأكثر شيوعًا هو الغرامة المالية.
جادل العديد من المؤرخين بأن التوبيخ والكلام السيئ قد تم ترميزهما كمخالفات أنثوية في أواخر العصور الوسطى. تمت مقاضاة النساء من جميع الحالات الزوجية بتهمة التوبيخ، على الرغم من أن النساء المتزوجات ظهرن بشكل متكرر، في حين نادرا ما وصفت الأرامل بنادق. في بعض الأماكن، مثل إكسيتر، كانت البسط عادة نساء أكثر فقراً، في حين أن من الممكن أن تتضمن سطات أخرى أعضاء من النخبة المحلية. ومن المرجح أيضًا أن تكون النساء اللواتي اتُهِمن بارتكاب جرائم أخرى، مثل العنف أو النيران الليلية أو التنصت أو سوء المعاملة الجنسي، مسمّلات بليدًا. وكثيرا ما تم تصنيف الأفراد «بوقاصات مشتركة»، مما يدل على تأثير سلوكهم وخطابهم على المجتمع كله. حددت كارين جونز 13 رجلاً تمت محاكمتهم بتهمة التوبيخ في محاكم كينت العلمانية، مقارنة بـ 94 امرأة و 2 من الأزواج. غالباً ما اتهم الرجال المتهمين بالتوبيخ إلى جانب زوجاتهم. وقامت هيلين، زوجة بيتر برادوول، بتوبيخ هيو وايدمون وإيزابيل، زوجته، في ميدلويتش في عام 1434، واصفة إيزابيل بـ «قاتل طفل»، و «هيو» «عراف». كما وبّنت إيزابيل وهيو أيضا هيلين، واصفة إياها بـ «مفترس الكذب». تم تغريم جميع الأحزاب على المخالفات، على الرغم من تغريم هيو وإيزابيل بشكل مشترك. . وكالنساء، غالباً ما يتم اتهام الذكور بآثار جرائم أخرى كثيرة، كالزنا، والسرقة 

#### عقوبات لاحقه من التوبيخ

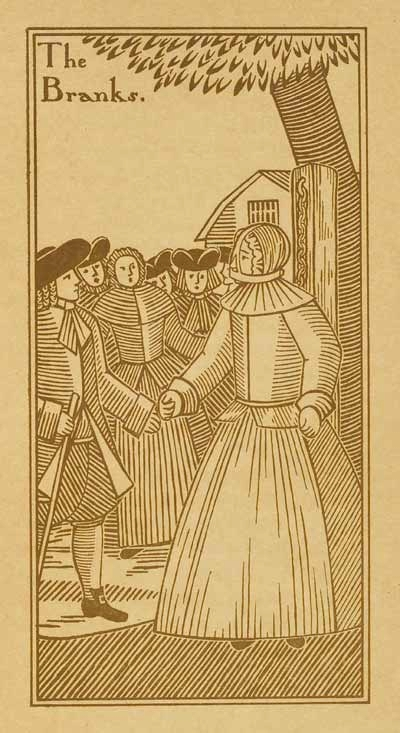
وربما استخدمت الألجمة أو السيقان المنقوشة على شكل سكير كعقوبة ولكن لم يتم العثور على سجلات رسمية لاستخدامها

تعكس الدراسات القانونية اللاحقة هيمنة التوبيخ كجريمة أنثى. في التعليق على قوانين إنكلترا، يقول بلاكستون عن هذه الجريمة:
وأخيراً، فإن بقايا مشتركة، هي ريميكسريكس كوميوني، (لأن قانوننا-اللاتينية يحصرها في الجنس الأنثوي) هو إزعاج عام لجيرانها. أي مخالفة قد تُوجه الاتهام إليها؛ وإذا حكم عليه بالإعدام، فإنه يجب أن يوضع في محرك تصحيحي معين يسمى "trebucket" أو «البراز»، أو "cucking"، والذي يعني باللغة الساكسونية الكرسي الملقن؛ على الرغم من أنها تفسد في كثير من الأحيان إلى براز المتلصص، وذلك لأن بقايا الحكم هو، أنه، عندما يتم وضع ذلك فيها، أنها سوف تغرق في الماء لعقابها.
- بل. بالاتصالات. IV: 13.5.8، p. *
العقوبة المقررة لهذه الجريمة تغمس الجاني المدان في الماء في أداة تسمى «البراز المسك». البراز cucking، وفقا لبلاكستون، في نهاية المطاف أصبح يعرف باسم البراز تتملص من تأثيل شعبي.
يختلف الكتاب الآخرون مع تأكيد بلاكستون الذي يساوي بين نوعي عقوبة العقوبة. ويشير كتاب «يوم القدر» إلى استخدام كرسي "cucking" في مطعم «تشيستر»، وهو مقعد يُعرف أيضًا باسم " cathedra stercoris"، وهو عبارة عن «كرسي روث»، والذي كان من الواضح أن عقوبته كانت تتضمن كشف مؤخر القرد للمشاهدين. خدم هذا المقعد لمعاقبة ليس فقط بليد، ولكن أيضا مصانع الخمور والخبازين الذين باعوا البيرة أو الخبز سيئة، في حين أن البراز المتعطشة dunked ضحيتها في الماء. سجل فرانسوا ماكسيميليان ميسون، المسافر والكاتب الفرنسي، الطريقة المستخدمة في إنجلترا في أوائل القرن الثامن عشر:
إن طريقة معاقبة النساء اللواتي يعتبرن توبيخًا ممتعةً بما فيه الكفاية. إنهم يربطون الكرسي بذراعين إلى طرف دعامتين اثني عشر أو خمسة عشر قدمًا، ويوازي كل منهما الآخر، بحيث أن هاتين القطعتين من الخشب ذات نهايتهما تحتويان على الكرسي، الذي يعلق بينهما بنوع من المحاور، وبأي وسيلة إنه يلعب بحرية، ويبقى دائماً في الوضع الأفقي الطبيعي الذي يكون فيه الكرسي، بحيث يمكن للشخص أن يجلس فيه بشكل ملائم، سواء قمت برفعه أو تركه. قاموا بإنشاء موقع على ضفة بركة أو نهر، وعلى هذا المنصب وضعوا، تقريبا في equilibrio ، قطعتين من الخشب، في أحد طرفيها، تعليق الكرسي فوق الماء. يضعون المرأة على هذا الكرسي وتغرقها في الماء بقدر ما يوجه الجملة، من أجل تبريد الحرارة غير المحسوسة.
ويمكن تركيب البراز المتهالك، بدلاً من تثبيته في موقعه على ضفاف النهر أو البركة، على عجلات للسماح للنساء المحكومات بالانتشار في الشوارع قبل تنفيذ العقوبة. طريقة أخرى للالتفاف كانت استخدام الورغ، الذي يتكون من كرسي على عجلتين مع مهاويين طويلتين مثبتتين على المحاور. سوف يتم دفع هذا إلى بركة الإراقة وسوف يتم إطلاق الأعمدة، مع إزاحة الكرسي إلى الوراء والالتفاف على الراكب.
و اللجام أنب والمعروفة في اسكتلندا كما brank، يتكون من قناع قفل معدني أو رئيس القفص الذي يحتوي على علامة التبويب التي تناسبها في الفم لمنع الحديث. وقد ادعى البعض أنه كان على المدافعين العاديين ارتداء مثل هذا الجهاز كتدبير وقائي أو عقابي. لا تذكرها المصادر القانونية في سياق معاقبة المداسات المشتركة، ولكن هناك تقارير غير مؤكدة عن استخدامها التاريخي كعقوبة علنية. في القرن ال17 نيو انجلاند ولونغ آيلاند، سليطات اللسان أو المدانين بجرائم مماثلة كلا من الرجال والنساء يمكن أن يحكم على الوقوف مع لغتهم في عصا المشقوق، وأكثر بدائية ولكن أسهل-إلى- بناء نسخة من لحم اللسع، لكن البراز المتهوّر أيضًا جعل الرحلة عبر المحيط الأطلسي.

## الملحقات التاريخية

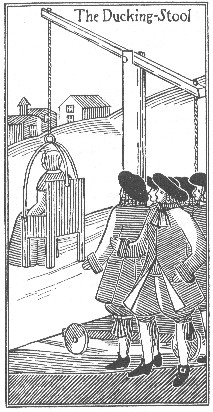
تظهر هذه القطع الخشبية العجلات على الكرسي المتهالك الذي سمح لراكب السيارة بالمرور عبر الشوارع قبل أن يتم تغطية

في Fye تدعى لوحة على الجسر في نورويتش، إنجلترا لتمييز موقع براز "cucking"، وذلك من 1562-1597 " strandsets " وواجهات شائعة عانت من العقاب على التمسك هناك. في نوادر بيرسي، نشرت الزائف التي كتبها توماس بيرلي وجوزيف كلينتون روبرتسون في 1821-1823، تنص الكتاب أن «متى كانت تتملص البراز في الترك في انكلترا لا يظهر.» ونوادر تشير أيضا penologicalعدم فعالية كأساس لبراز البراز؛ ويربط النص حالة 1681 الخاصة بالسيدة فينش، التي تلقت، وفقا لهذا الرواية، ثلاثة أحكام وإدانات باعتبارها بائعة مشتركة. وفي إدانتها الرابعة، رفضت جريدة King's Bench أن تغمرها مرة أخرى، وبدلاً من ذلك أمرتها بدفع غرامة بثلاث علامات، وأمرت بسجنها حتى يتم الدفع.
و الحكايات بيرسي أيضا أقتبس قصيدة رعوية التي كتبها جون غاي (1685-1732)، الذي كتب ما يلي:
سوف يسرعني إلى البركة، حيث البراز عالية
على اللوح الخشبي الطويل، معلقة o'er بركة الموحلة،
هذا البراز خوف ev'ry توبيخ
و 1780 قصيدة كتبها بنجامين ويست، الذي كتب ما يلي:
يقف هناك، يا صديقي، في بركة يائسة، لقد
اتصلت إحدى المحركات بالمقعدين.
من قبل pow'r القانونية ألقت،
وفرحة ورعب المدينة.
إذا كان التنافر بين الإناث أضرم الفتنة ...
في حين أن هذه المصادر الأدبية لا تثبت أن العقوبة ما زالت تحدث، إلا أنها تقدم دليلاً على أنها لم تنسى.
في The Queen v. Foxby ، 6 Mod. 11 (1704)، محامي المتهم ذكر أنه لا يعرف أي قانون لتغميس البنادق. يبدو أن رئيس المحكمة العليا جون هولت، من مكتب الملكة، قد أصدر هذا الخطأ، لأنه أعلن أنه «أفضل في التثليث في الثالوث، أكثر من مصطلح ميخائيل»، أي أنه أفضل في الصيف منه في فصل الشتاء. غير أن فحوى تصريحات هولت تشير إلى أنه وجد العقاب فضولًا أثريًا ونكتة. تشمل آخر استخدامات مسجلة على البراز للتهرب من السيدة غانبل في بليموث (1808) وجيني بايبس، وهو سيئ السمعة من ليومينستر.(1809). وفي عام 1817، حُكم على سارة ليكي، وهي أيضاً من ليومينستر، بالتوقيف، لكن المياه في البركة كانت منخفضة للغاية لدرجة أن السلطات قامت فقط بتدويرها حول المدينة على الكرسي.
شمل القانون العام الإنكليزي كما وردت في قانون الولايات المتحدة جريمة كونه بليد مشترك. في عام 1829 ، وجدت محكمة في واشنطن العاصمة أن الكاتبة الأمريكية المناهضة للكتب الدينية آن رويال مذنبة لكونها بائعة، وهي نتيجة حملة أطلقها ضدها رجال دين محليون. على الرغم من بناء المحرك التقليدي للعقاب من قبل البحارة في ساحة البحرية، حكمت المحكمة بمعاقبة البراز القرفلة عفا عليها الزمن، وبدلاً من ذلك ارتجلت غرامة قدرها عشرة دولارات.

## الوضع الحالي للقانون
في إنكلترا وويلز، الجزء الوحيد في المملكة المتحدة الذي كان للقانون فيه أي تأثير، لم تتم ملاحقات قضائية مشتركة خلال فترات طويلة. [ غامضة ] المستشار في Sykes ضد مدير النيابات العامة [1962] وصف AC 528 الجريمة بأنها «عفا عليها الزمن»، والمادة 13 (1) (أ) من قانون العقوبات الجنائية 1967 ألغت في نهاية المطاف.
كانت جريمة القانون العام المتمثلة في توبيخ شائع في نيوجيرسي حتى تم إسقاطها في عام 1972 من قِبل قاضي الدائرة ماكان الذي وجد أنه قد تم إدراجه في أحكام قانون السلوك غير المنظم لعام 1898، كان سيئًا للغموض وأساء إلى التعديل الرابع عشر ل دستور الولايات المتحدة للتمييز الجنسي. قبل هذا القرار بوقت طويل، أصبح معاقبة التملص، مع جميع أشكال العقاب البدني الأخرى، غير قانوني بموجب أحكام دستور نيو جيرسي لعام 1844 أو حتى في وقت مبكر من عام 1776. في الولايات المتحدة، القوانين المقيدة العام الألفاظ النابية، والإفراط في الضوضاء، والسلوك غير المنضبط. لا يحمل أي من هذه القوانين العقوبة المميزة في الأصل للخيانة المشتركة، ولا هي خاصة بالجنس كما كانت الجريمة المريبة العامة.